# Rouffiac, Charente-Maritime
Rouffiac là một xã ở tỉnh Charente-Maritime thuộc vùng Nouvelle-Aquitaine tây nam nước Pháp.